# Jindřich XIII. Dolnobavorský
Jindřich XIII. Dolnobavorský (19. listopadu 1235, Landshut – 3. února 1290, Burghausen) byl bavorský vévoda a rýnský falckrabě z dynastie Wittelsbachů. Celý život strávil chronickými spory se starším bratrem Ludvíkem.

## Život

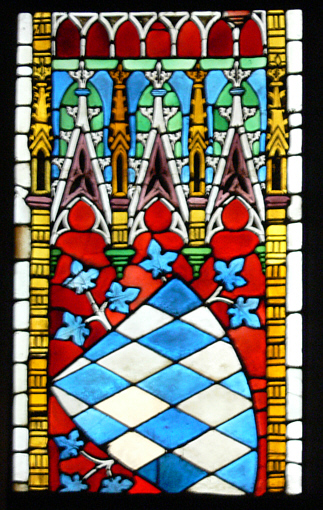
Vitráž s bavorským znakem z kláštera Seligenthal

Jindřich byl druhým synem bavorského vévody Oty II. a Anežky z Brunšviku z rodu Welfů. Roku 1250 byl oženěn s dcerou uherského krále Alžbětou. Při uherském vpádu do alpských zemí prošel Jindřich spolu se svými rytíři horskými údolími v Alpách až na uherské území a pokoušel se dohodnout s tchánem o budoucnosti Štýrska. Béla byl zřejmě ochoten ponechat Jindřichovi Travensko.
Po otcově smrti roku 1253 se Jindřich urychleně vrátil domů, aby si zajistil dědictví proti staršímu bratrovi Ludvíkovi, s nímž zdědil Bavorsko. Roku 1255 se s bratrem dohodl o rozdělení země, Ludvík si ponechal Rýnskou Falc s hodností kurfiřta, horní část Bavor, Ingolstadt a purkrabství řezenské a Jindřich získal větší část Bavor s městy Landshut, Kelheim, Burghausen a Řezno. Jindřich s rodinou se usídlil u Landshutu na hradě Burghausen. Roku 1257 se jinak nespolupracujícím bratrům podařilo odrazit útok českého krále Přemysla Otakara II. věčného soka manželčina otce. Později uzavřený mír mezi oběma zeměmi příliš dlouho nevydržel a již roku 1265 se začala chystat další válka. Na území Bavorska šla dvě česká vojska ze severu a z jihu, ale i přes obrovský počet žoldnéřů Přemysl opět neuspěl a ustoupil. Poté došlo za nejasných okolností ke sjednání míru a zdá se, že český král přehodnotil svůj postoj vůči Bavorsku. Roku 1271 je Ludvík jmenován mezi českými spojenci, zatímco Jindřich se objevuje na straně uherského krále Štěpána.
O dva roky později Jindřich uzavřel s Přemyslem Otakarem mírovou smlouvu, v níž došlo k dohodě o sporných územích. Sušicko a Ried připadlo Přemyslovi a Jindřich získal Floss a Parkštejn. Tím se zvýšila bratrská rivalita mezi Jindřichem a Ludvíkem. Chronické nepřátelství mezi bratry bylo částečně zažehnáno mírovou smlouvou 2. února 1276,která vznikla na základě zprostředkování krále Rudolfa. Jindřich, sdíleje s Přemyslem Otakarem říšskou klatbu, v pokračujícím sporu mezi oběma králi nakonec neodolal Rudolfově nabídce sňatkového spojení a zástavě území severně od Emže. Jindřich umožnil Rudolfovi volný průchod vojenských oddílů Dolním Bavorskem a přispěl tak k urychlení vpádu do Rakous. Koncem roku 1277 Jindřich opět změnil stranu a uzavřel pakt s Přemyslem. Na jaře 1278 vypuklo vzápětí potlačené pročeské vídeňské povstání. Válka byla na spadnutí. Vévoda Jindřich se osobně sice chystaného válečného střetnutí nezúčastnil, ale zabránil prohabsburským vojskům v průchodu přes své země a donutil je jít oklikou přes Tyroly.
Jindřich svého českého souseda přežil, zemřel roku 1290 ve věku 54 let a byl pohřben v rodovém klášteře Seligenthal.

## Vývod předků
|                              |                        |  |                |                                  |  |  |  |  |  |  |  | Otto IV. z Wittelsbachu |
|                              |                        |  |                |                                  |  |  |  |  |  |  |  |                         |
|                              | Ota I. Bavorský        |  |                |                                  |  |  |  |  |  |  |  |                         |
|                              |                        |  |                |                                  |  |  |  |  |  |  |  |                         |
|                              |                        |  |                | Heilika z Pettendorf-Lengenfeldu |  |  |  |  |  |  |  |                         |
|                              |                        |  |                |                                  |  |  |  |  |  |  |  |                         |
|                              | Ludvík I. Bavorský     |  |                |                                  |  |  |  |  |  |  |  |                         |
|                              |                        |  |                |                                  |  |  |  |  |  |  |  |                         |
|                              |                        |  |                | Ludvík I. z Loonu                |  |  |  |  |  |  |  |                         |
|                              |                        |  |                |                                  |  |  |  |  |  |  |  |                         |
|                              | Agnes z Loonu          |  |                |                                  |  |  |  |  |  |  |  |                         |
|                              |                        |  |                |                                  |  |  |  |  |  |  |  |                         |
|                              |                        |  |                | Anežka z Mét                     |  |  |  |  |  |  |  |                         |
|                              |                        |  |                |                                  |  |  |  |  |  |  |  |                         |
|                              | Ota II. Bavorský       |  |                |                                  |  |  |  |  |  |  |  |                         |
|                              |                        |  |                |                                  |  |  |  |  |  |  |  |                         |
|                              |                        |  |                | Vladislav II.                    |  |  |  |  |  |  |  |                         |
|                              |                        |  |                |                                  |  |  |  |  |  |  |  |                         |
|                              | Bedřich                |  |                |                                  |  |  |  |  |  |  |  |                         |
|                              |                        |  |                |                                  |  |  |  |  |  |  |  |                         |
|                              |                        |  |                | Gertruda Babenberská             |  |  |  |  |  |  |  |                         |
|                              |                        |  |                |                                  |  |  |  |  |  |  |  |                         |
|                              | Ludmila Přemyslovna    |  |                |                                  |  |  |  |  |  |  |  |                         |
|                              |                        |  |                |                                  |  |  |  |  |  |  |  |                         |
|                              |                        |  |                | Gejza II. Uherský                |  |  |  |  |  |  |  |                         |
|                              |                        |  |                |                                  |  |  |  |  |  |  |  |                         |
|                              | Alžběta Uherská        |  |                |                                  |  |  |  |  |  |  |  |                         |
|                              |                        |  |                |                                  |  |  |  |  |  |  |  |                         |
|                              |                        |  |                | Eufrozina Kyjevská               |  |  |  |  |  |  |  |                         |
|                              |                        |  |                |                                  |  |  |  |  |  |  |  |                         |
| Jindřich XIII. Dolnobavorský |                        |  |                |                                  |  |  |  |  |  |  |  |                         |
|                              |                        |  |                |                                  |  |  |  |  |  |  |  |                         |
|                              |                        |  | Jindřich Pyšný |                                  |  |  |  |  |  |  |  |                         |
|                              |                        |  |                |                                  |  |  |  |  |  |  |  |                         |
|                              | Jindřich Lev           |  |                |                                  |  |  |  |  |  |  |  |                         |
|                              |                        |  |                |                                  |  |  |  |  |  |  |  |                         |
|                              |                        |  |                | Gertruda Saská                   |  |  |  |  |  |  |  |                         |
|                              |                        |  |                |                                  |  |  |  |  |  |  |  |                         |
|                              | Jindřich V. Brunšvický |  |                |                                  |  |  |  |  |  |  |  |                         |
|                              |                        |  |                |                                  |  |  |  |  |  |  |  |                         |
|                              |                        |  |                | Jindřich II. Plantagenet         |  |  |  |  |  |  |  |                         |
|                              |                        |  |                |                                  |  |  |  |  |  |  |  |                         |
|                              | Matylda Anglická       |  |                |                                  |  |  |  |  |  |  |  |                         |
|                              |                        |  |                |                                  |  |  |  |  |  |  |  |                         |
|                              |                        |  |                | Eleonora Akvitánská              |  |  |  |  |  |  |  |                         |
|                              |                        |  |                |                                  |  |  |  |  |  |  |  |                         |
|                              | Anežka Brunšvická      |  |                |                                  |  |  |  |  |  |  |  |                         |
|                              |                        |  |                |                                  |  |  |  |  |  |  |  |                         |
|                              |                        |  |                | Fridrich II. Švábský             |  |  |  |  |  |  |  |                         |
|                              |                        |  |                |                                  |  |  |  |  |  |  |  |                         |
|                              | Konrád Štaufský        |  |                |                                  |  |  |  |  |  |  |  |                         |
|                              |                        |  |                |                                  |  |  |  |  |  |  |  |                         |
|                              |                        |  |                | Judita Bavorská                  |  |  |  |  |  |  |  |                         |
|                              |                        |  |                |                                  |  |  |  |  |  |  |  |                         |
|                              | Anežka Štaufská        |  |                |                                  |  |  |  |  |  |  |  |                         |
|                              |                        |  |                |                                  |  |  |  |  |  |  |  |                         |
|                              |                        |  |                | Bertold I. z Hennebergu          |  |  |  |  |  |  |  |                         |
|                              |                        |  |                |                                  |  |  |  |  |  |  |  |                         |
|                              | Irmgarda z Hennebergu  |  |                |                                  |  |  |  |  |  |  |  |                         |
|                              |                        |  |                |                                  |  |  |  |  |  |  |  |                         |
|                              |                        |  |                | Berta z Putelendorfu             |  |  |  |  |  |  |  |                         |
|                              |                        |  |                |                                  |  |  |  |  |  |  |  |                         |